# Affaire Meng Zhaoghu
Le paysan chinois Meng Zhaoguo affirme avoir été enlevé par des extraterrestres en 1994, et violé par l'une de ces créatures. Il s'agit de l´un des récits d'enlèvement par les extraterrestres les plus célèbres en Chine.

## Rapport
Dans le Heilongjiang, une province au nord-est de la Chine, occupé sur son champ, Zhaoghu aperçoit un éclair s'abattre sur le bord de la colline voisine. Croyant à un écrasement d'avion ou d'hélicoptère, il se précipite sur les lieux. Sur place, il perd connaissance, puis se réveille en présence d'extraterrestres de 3 mètres de haut, avec de longs poils tressés sur leurs jambes, et six doigts à chaque main. L'une de ces créatures, de sexe féminin, le viole cruellement en lévitation.
Selon les dires de Zhaoghu, les êtres auraient affirmé être originaires de la planète Jupiter. Déposé au village, le paysan traumatisé raconte son histoire au voisinage. Ce cas a été étudié par l'université de Wuhan en 1997.